# Карлутская площадь

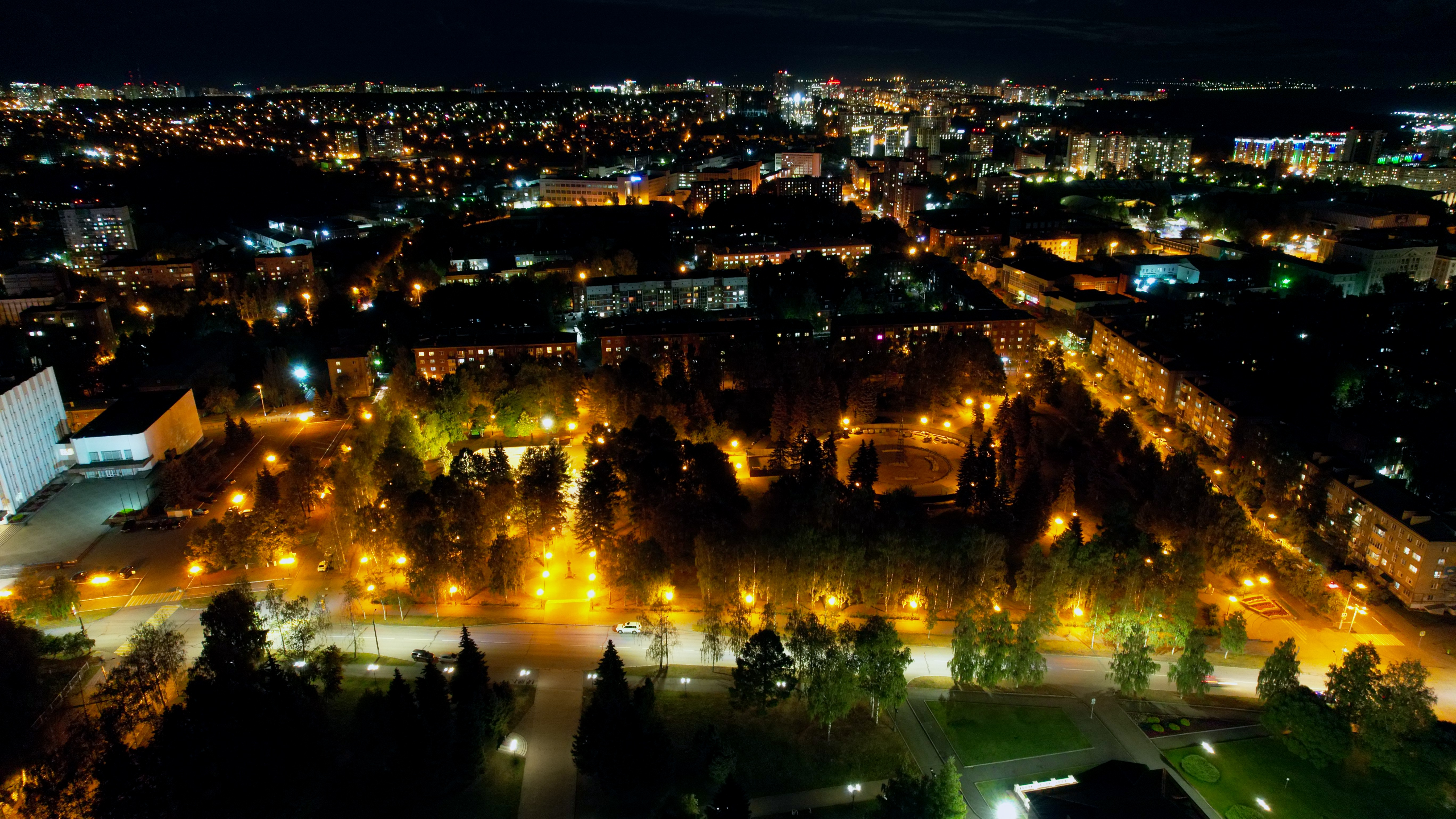
Ночной вид

Карлутская площадь (прежние названия Артиллерийская, Арсенальная, площадь имени 50-летия Октября) — историческая площадь в центре Ижевска. Будучи пустырём в течение первого столетия существования, в советские годы подверглась активной застройке, озеленению и сооружению памятников. В настоящее время является местом отдыха горожан.

## Расположение
Площадь находится в нагорной части Ижевска, на месте теперешнего городского центра. С запада ограничена улицей Коммунаров, с севера — улицей Наговицына, с юга — улицей Лихвинцева. Территория площади относится к Индустриальному району, в непосредственной близости от границы с Октябрьским районом, пролегающей по улице Коммунаров.

## Название площади
В течение первого столетия существования на официальном уровне существовало два названия площади — «Артиллерийская» и «Арсенальная». Простые заводчане предпочитали называть её Карлутской — по имени протекавшей неподалёку речки, отделявшей заводской посёлок от деревни Русская Карлутка.
1 мая 1918 года на площади состоялась первая на Ижевском заводе легальная демонстрация рабочих. В честь этого события во время череды переименования ижевских топонимов большевиками в декабре 1918 года площадь была наречена Первомайской.
В начале 1960-х годов школьниками было проведено озеленение площади. В 1962 году она стала называться «Сквер имени 40-летия Пионерии». А в честь зажжённого на ней к 50-й годовщине Октябрьской революции Вечного Огня площадь получает имя 50-летия Октября.
17 октября 1991 года решением Ижевского Городского Совета площади возвращено историческое название «Карлутская». Проходящая по её восточной окраине улица продолжает носить название «площадь имени 50-летия Октября». Сквер, разбитый на большей части территории площади, с 2015 года носит название «Сквер Победы».

## История
В 1823—1825 годах архитектором Семёном Емельяновичем Дудиным был возведён Ижевский Арсенал — заводской склад для хранения оружейной продукции. Место для него было нарочно выбрано на восточной окраине посёлка, на сухой возвышенности, близкое к Вятскому тракту, но одновременно отдалённое от основной массы жилья — на случай взрыва. К востоку от Арсенала и образовалась площадь, отделявшая заводской посёлок от деревни Русская Карлутка. Первое столетие она представляла собой громадный пустырь среди невзрачной деревянной одноэтажной застройки, лишённый какого-либо развития. Протяжённость площади на юг составляла 70 саженей, на север и восток — 100 саженей, она являлась самой большой и одновременно — самой неухоженной заводской площадью, служившая для проведения кулачных боёв по праздникам и использовавшаяся как пастбище коров и коз в будни.
Арсенал использовался по прямому назначению до 1914 года. После начала войны в изолированный до тех пор железнодорожным сообщением Ижевск проложили узкоколейную железнодорожную ветку до пристани Гольяны, которая по Одиннадцатой улице через площадь поднималась к Арсеналу (разобрана в 1920-е годы). 1 мая 1917 года на Арсенальной площади прошла первая в Ижевске легальная 6-часовая рабочая демонстрация. Мирный митинг 28 октября (10 ноября) 1917 года, провозгласивший в Ижевске Советскую власть, состоялся на Артиллерийской же площади.
В 1924 году на юго-восточной окраине площади был заложен стадион, переоборудованный затем в ипподром, а ныне являющийся стадионом «Зенит» на улице Удмуртской. После ликвидации порохового погреба в 1927 году началась застройка площади. К 1930 году «Ижстальзавод» уже возвёл на восточном краю площади 8 3-4-этажных жилых кирпичных домов. Северо-запад площади был отведён под больничный городок — появились 3 двухэтажных корпуса.
В 1961 году стараниями пионеров на оставшейся незастроенной части площади был заложен сквер. 6 ноября 1967 года в северной её части состоялось открытие Вечного Огня. К концу 1960-х годов были открыты ещё 2 больничных корпуса, за ними — санэпидемстанция и родильный дом. В 1970 году в здании Арсенала открылся краеведческий музей. В 1980 году застройка площади завершилась возведением административного здания. К 40-летию Победы комплекс Вечного Огня дополнили две стелы, на одной из которых перечислены имена 100 жителей и уроженцев Удмуртии, удостоенных звания Героя Советского Союза. В 1991 году на площадь был перенесён памятник дважды Герою Советского Союза Евгению Кунгурцеву.
С момента благоустройства площади, разбития сквера и открытия памятников и до наших дней она остаётся местом проведения почётных церемоний, важной частью экскурсионных маршрутов и незаменимым местом для прогулок и отдыха горожан.

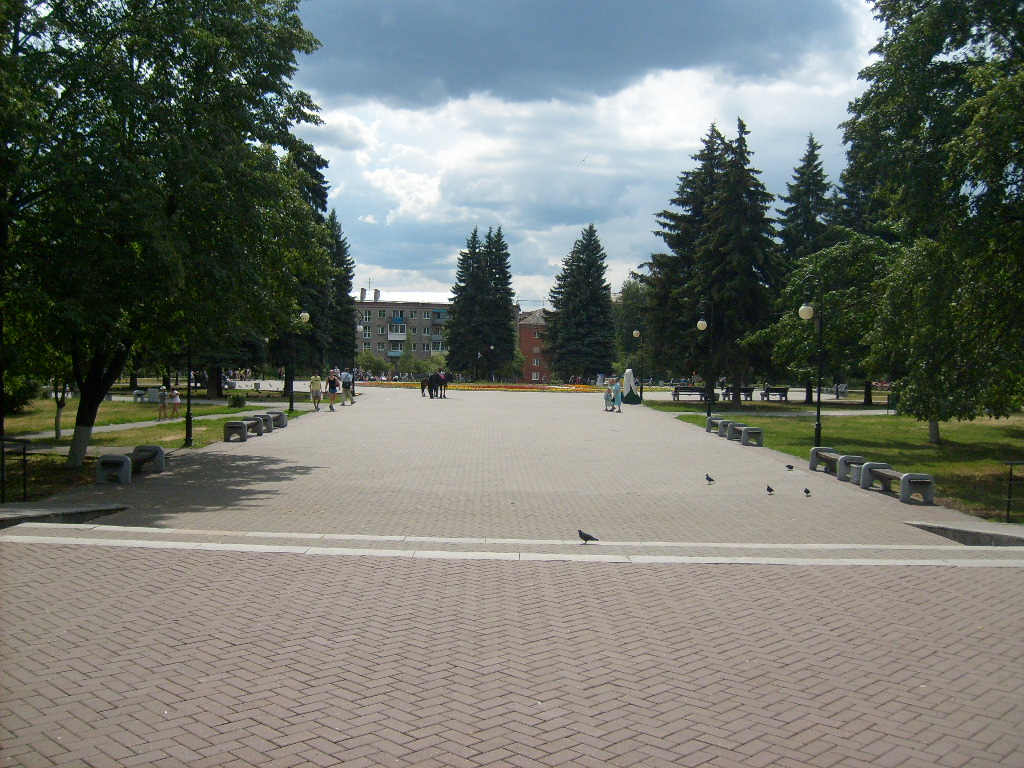
Центральная часть площади
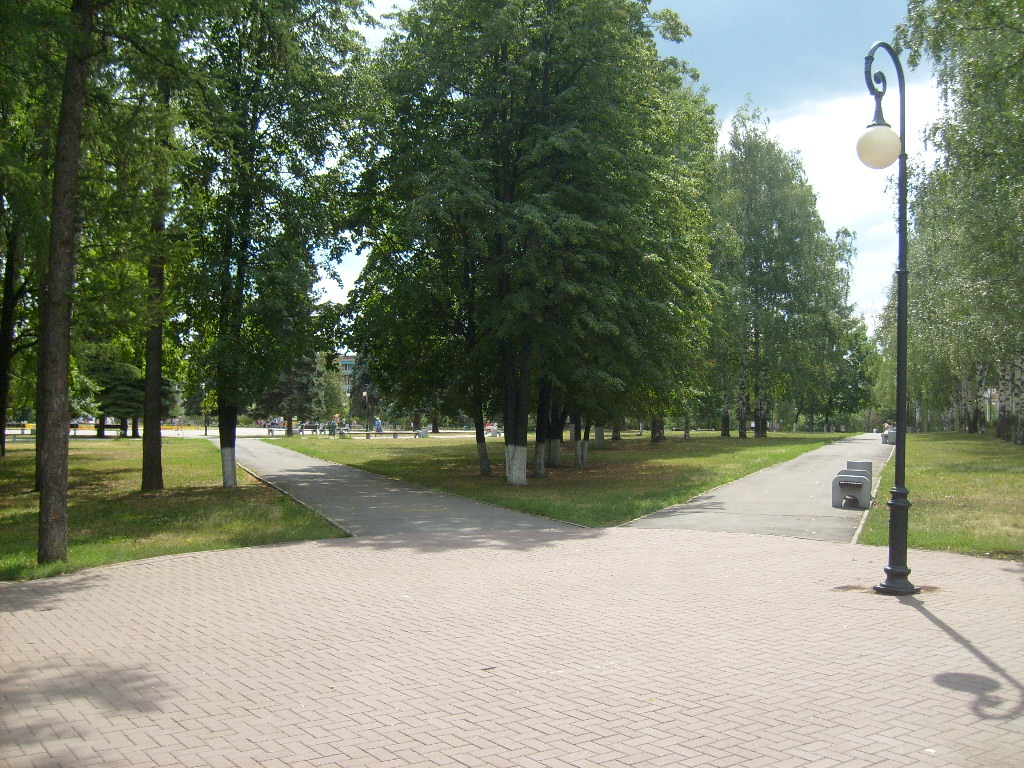
Сквер Победы разделён дорожками
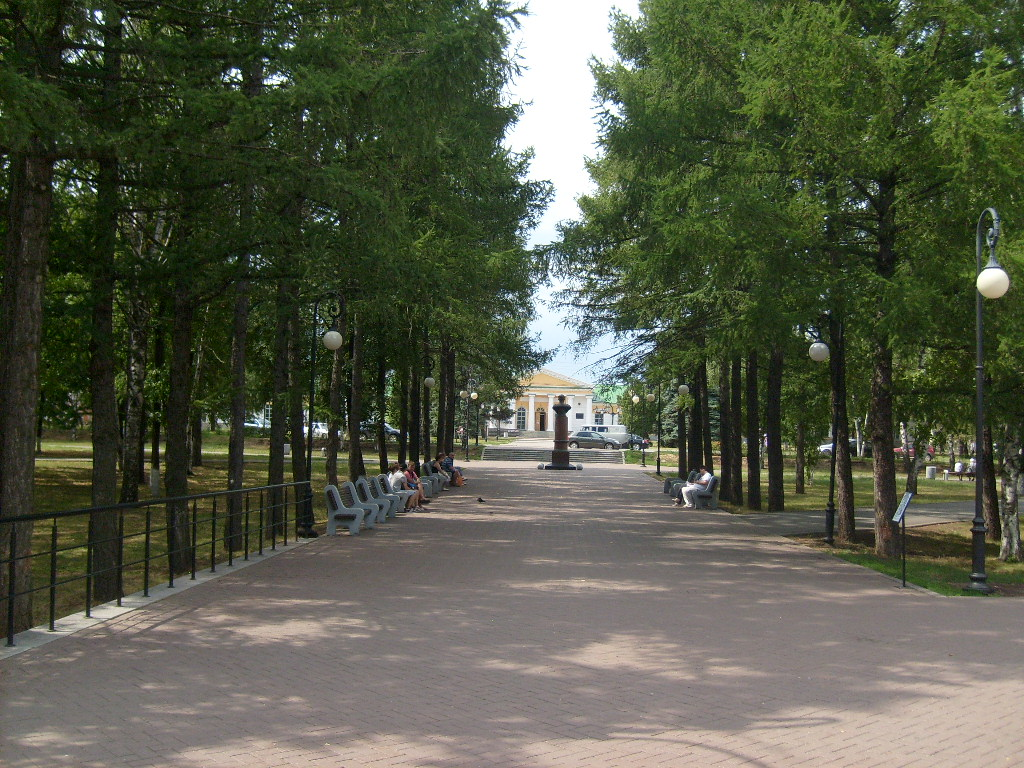
Вид из центра площади на запад. Видна тыльная сторона памятника Кунгурцеву и здание бывшего Арсенала
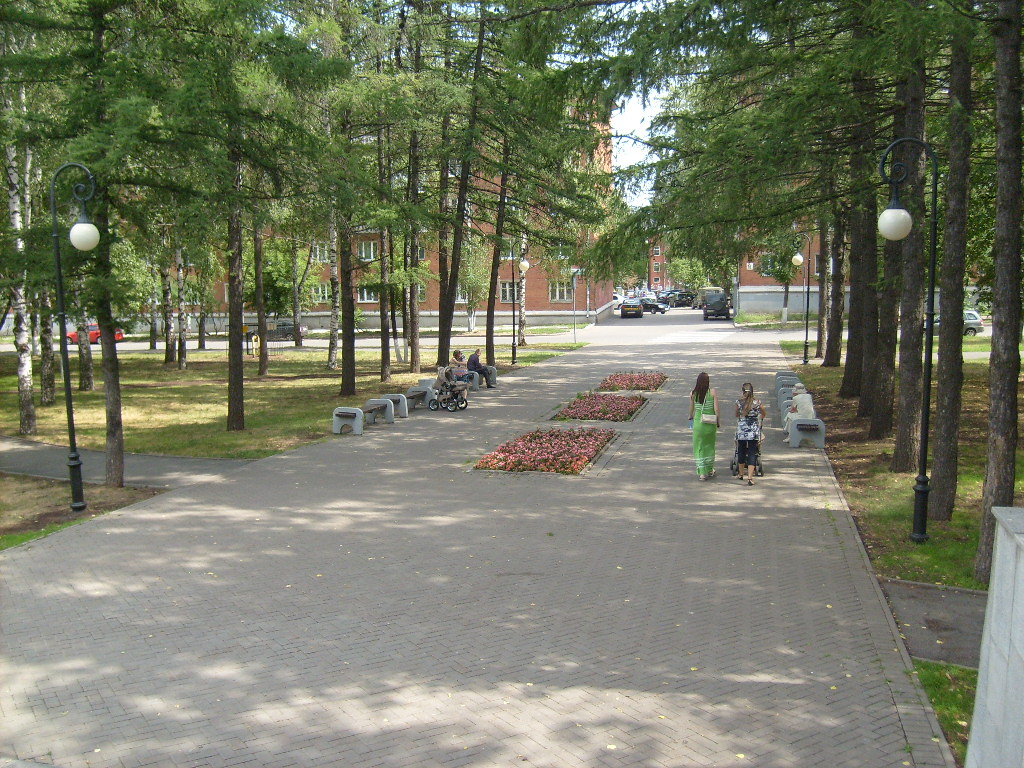
Вид из центра площади на восток. Деревья скрывают пятиэтажные дома, построенные в 1930-е годы.
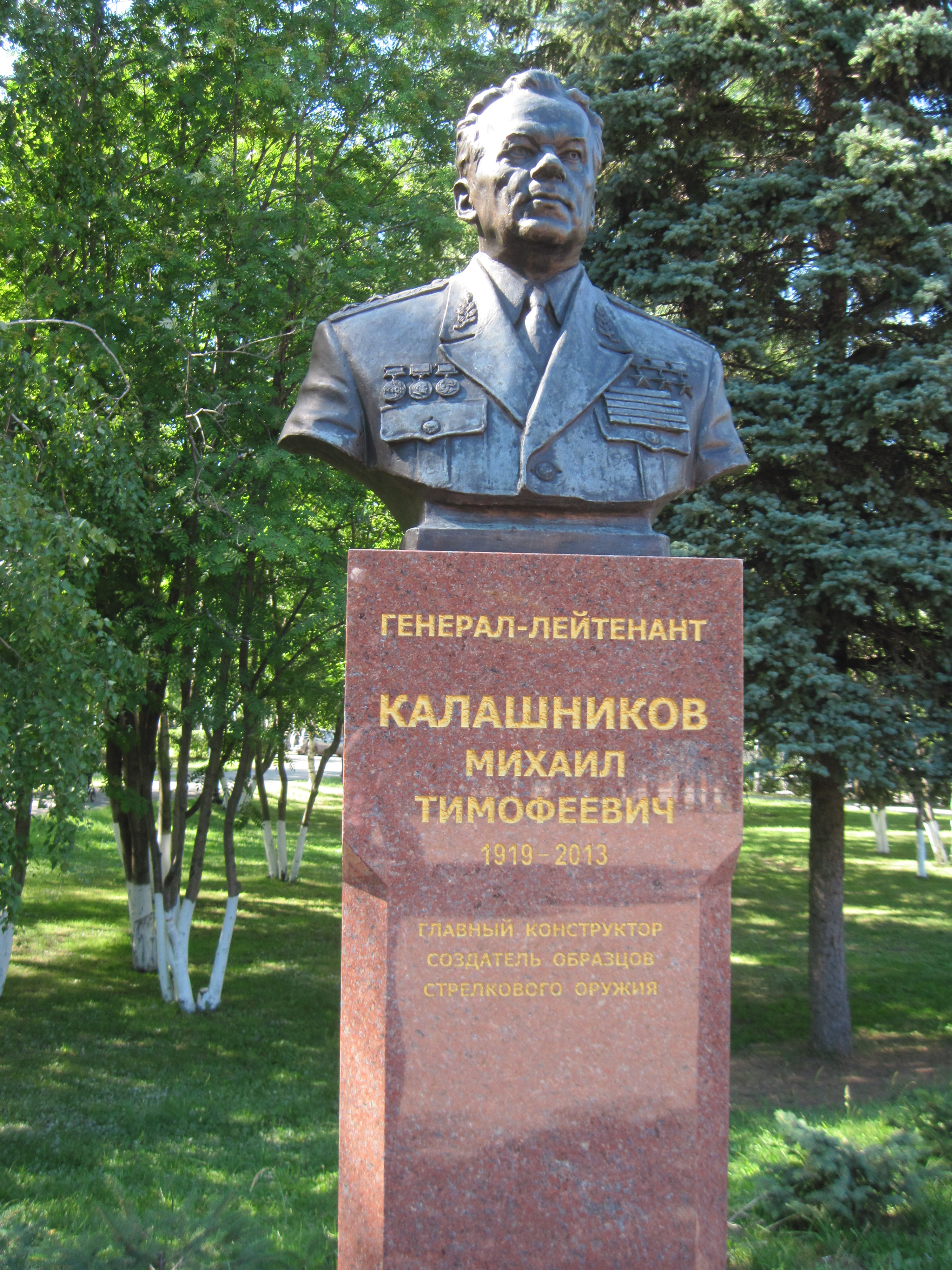
Бюст М. Т. Калашникова

## Памятники

### Монумент боевой и трудовой славы
Ансамбль монумента в Сквере Победы
Над созданием монумента трудились архитекторы Г. С. Пономарёв и А. Г. Митрофанов, скульптором был Б. К. Волков, художником — Р. К. Тагиров.
Изготовление статуи проводилось на заводе «Ижтяжбуммаш». Факел был доставлен от братской могилы героев Революции и Гражданской войны на Красной площади. Торжественную церемонию зажжения Вечного Огня под звуки гимна СССР выполнил Герой Советского Союза Александр Матвеевич Лушников. В мае 1980 года у монумента появился почётный караул из лучших учащихся ижевских школ и ПТУ.
Воин изображён в мощном рывке, поднимающим над головою знамя Родины. Невысокий стилобат под ним облицован мраморными плитами.
По левую руку воина — изогнутая бетонная стела с рельефным фризом из красной меди, на которой расположены изображения матери, обнимающей сына, сталевара и воинов в бою. Под ними надпись: «За подвиг ради жизни на земле отчизна-мать вам благодарна вечно». Загнутый по северному краю площади конец стелы содержит надпись: «Сынам и дочерям Удмуртии, внёсшим значительный вклад в победу в Великой Отечественной войне 1941—1945 годов». Помимо смысловой нагрузки функцией стелы является отделение монумента от жилых зданий. Экспрессивный, волнующий своей трагедийностью образ защитника Родины, задуманный автором, однако, не до конца соответствует законам масштабности и подлинной монументальности
.

### Памятник Евгению Кунгурцеву

Бюст Кунгурцева Е. М. в Сквере Победы

Памятник-бюст дважды Герою Советского Союза Евгению Максимовичу Кунгурцеву работы скульптора Иосифа Козловского и архитектора Леонида Полякова изготовлен в 1947 году по решению Верховного Совета СССР. В 1950 году в присутствии самого Кунгурцева был торжественно открыт у кинотеатра «Колосс». В 1992 году был перенесён в сквер Победы.
Бронзовый монумент установлен на цилиндрическом постаменте из красного гранита, украшенный бронзовой доской с текстами указов о награждениях. Располагается на северо-западном краю сквера, недалеко от комплекса Вечного Огня, лицом в сторону улицы Коммунаров.

## Здания и сооружения
- Дом 15 — Государственный Совет Удмуртской Республики
- Дом 21 — Республиканский центр общественного здоровья и медицинской профилактики

## Транспорт
- Остановка «Радиозавод»: троллейбусы № 2, 14; автобусы № 12, 22, 27, 79; маршрутное такси № 50, 53, 68.
- Остановка «Центральная площадь»: троллейбусы № 1, 4, 7; автобусы № 19, 26, 28, 39.